# گیل کیم
گیل کیم (انگلیسی: Gail Kim؛ زادهٔ ۲۰ فوریهٔ ۱۹۷۷) یک کشتی‌گیر، و هنرپیشه اهل کانادا است.